# Gmina zbiorowa Nordhümmling
Gmina zbiorowa Nordhümmling (niem. Samtgemeinde Nordhümmling) – gmina zbiorowa położona w niemieckim kraju związkowym Dolna Saksonia, w powiecie Emsland. Siedziba administracji gminy zbiorowej znajduje się w miejscowości Esterwegen.

## Podział administracyjny
Do gminy zbiorowej Nordhümmling należy pięć gmin:
1. Bockhorst
2. Breddenberg
3. Esterwegen
4. Hilkenbrook
5. Surwold